# إليزابيث من سيمرن-شبونهايم
إليزابيث من بالاتينات (بالألمانية: Elisabeth von der Pfalz)‏ (بيركنفلد؛ 30 يونيو 1540 - 8 فبراير 1594؛فينر نويشتات)؛ كانت إليزابيث الزوجة الثانية ليوهان فريدرش الثاني، دوق ساكسونيا، هي ابنة فريدرش الثالث، ناخب بالاتينات وماري من براندنبورغ-كولمباخ.